# Харолд Александер
Харолд Руперт Леофрик Џорџ Александер, 1. гроф Александер од Туниса (енгл. Harold Rupert Leofric George Alexander, 1st Earl Alexander of Tunisia; Лондон, 10. децембар 1891 — Слаф, 16. јун 1969) био је британски војсковођа и фелдмаршал.
Запамћен је као вођа 15. британске армије током инвазије Сицилије 1943. током Другог светског рата. Након рата служио је као генерални гувернер Канаде.

## Биографија
Александер је рођен у добростојећој аристократској породици, школовање је започео у енглеским јавним школама али се накнадно пребацио на Сендхерст где се школовао за војног официриа. Углед је стекао својим активностима у Првом светском рату у којем је заслужио бројна признања и одликовања. Управо због тога и након рата наставио је своју војну каријеру у служби Британске војске у Европи и Азији.
У Другом светском рату, Александер је деловао као високопозиционирани војни заповедник у северној Африци и Италији. Он је заповедао 15. војним одсеком на Сицилији и у Италији пре него је био постављен за Врховног савезничког заповедника Медитерана.
Краљ Џорџ VI именовао га је 1946. на предлог канадског премијера за генералног гувернера Канаде. Како је Александер нову позицију преузео са великим ентузијазмом убрзо је освојио и масовне симпатије канадског становништва. Био је последњи гувернер рођен изван Канаде пре именовања Адријен Кларксон 1999. године.
Харолд Александер посетио је једном приликом и борце на Сремском фронту у Југославији и том приликом је Здруженом генералштабу Британске армије 28. фебруара 1945. године јавио: 
"Посетио сам партизанску борбену линију код Шида. То је посебно организован фронт са рововима... Југословени заслужују да им помогнемо, јер се боре са ограниченим средствима с којима располажу, да отерају Немце из своје земље."
Био је и британски министар одбране (1952-54).

## Број примљених почасти по државама
- Уједињено Краљевство: 43 примљене почасти
- Британске колоније, доминони и државе под формалном управом: 16 примљених почасти
- Енглеска: 4 примљене почасти
- САД: 4 примљене почасти
- Француска: 1 примљена почаст
- Пољска: 1 примљена почаст
- Грчка: 1 примљена почаст
- СССР: 1 примљена почаст
- посебне почасти: 4 примљене почасти